# Dreikönigenpförtchen

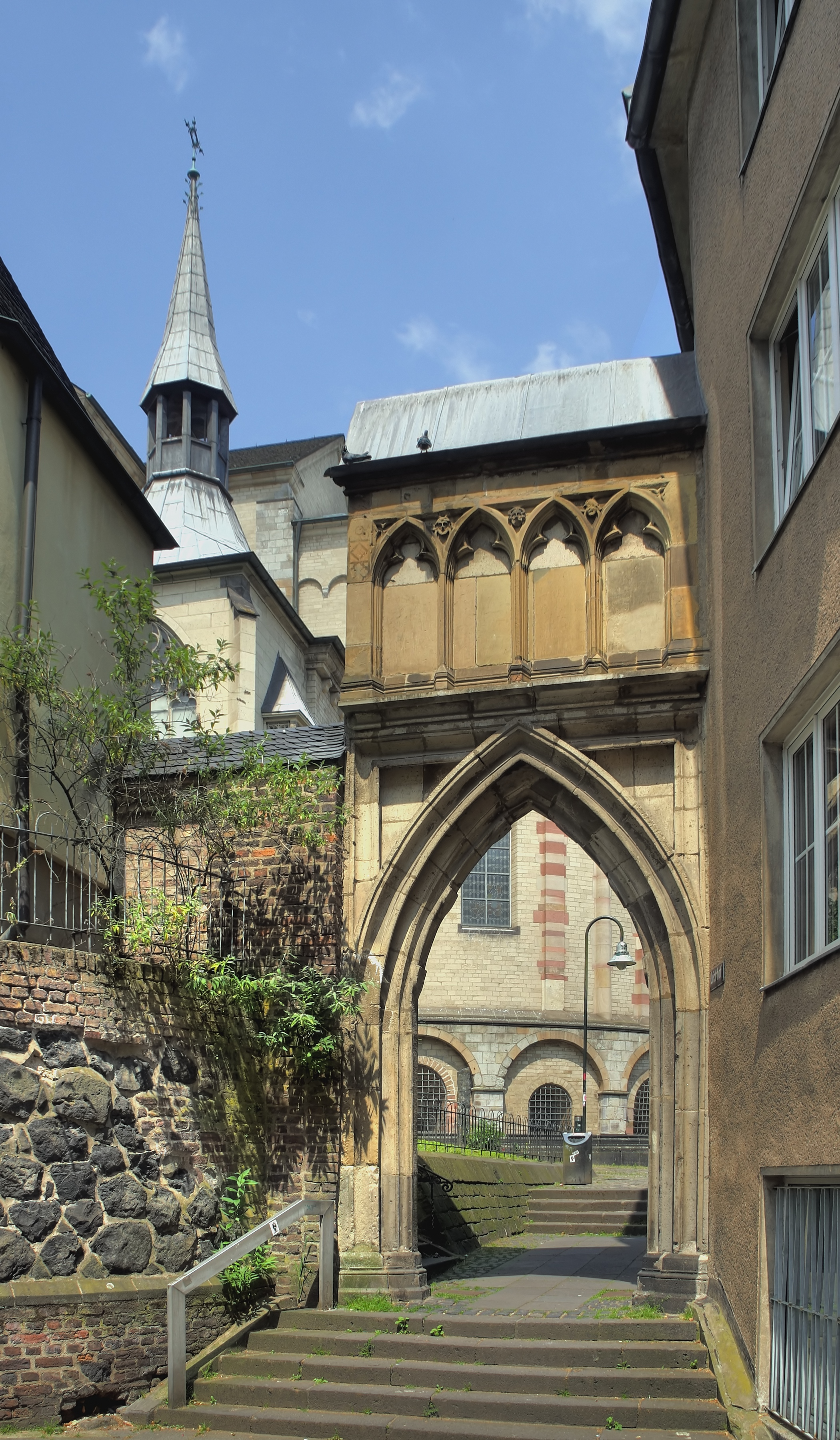
Dreikönigenpförtchen

Das versteckt gelegene Dreikönigenpförtchen (Kölsch: „Dreikünnijepöötzche“) ist als einziges der Tore der vielen ehemaligen Kölner klösterlichen Immunitätsbezirke erhalten geblieben. An den Mauern dieser Klöster und Stifte endete die städtische Gesetzesmacht und Steuerhoheit. Das Törchen verbindet den Lichhof (ehemaliger Kirchhof) der Kirche St. Maria im Kapitol mit dem Marienplatz. Die kleine Pforte ist nicht zu verwechseln mit der mittelalterlichen Dreikönigenpforte, einem 1854 abgerissenen Tordurchgang der rheinseitigen Stadtbefestigung.

## Entstehung

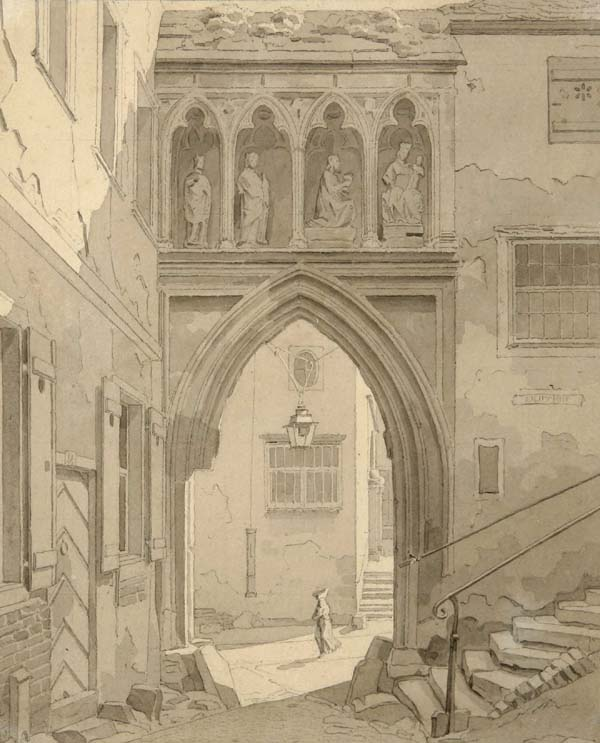
Tuschzeichnung Johann Peter Weyers von 1827, vor der ersten Restaurierung 1842

Am 23. Juli 1164 brachte Erzbischof Rainald von Dassel, Erzkanzler von Italien und Kanzler des Heiligen Römischen Reiches Deutscher Nation, die Gebeine der Heiligen Drei Könige als Kriegsbeute von Italien nach Köln. Durch die Aufbewahrung der Gebeine der Heiligen Drei Könige wurde Köln zu einem der bedeutendsten Wallfahrtsorte nördlich der Alpen. Ihnen zu Ehren wurden drei Kronen in das Stadtwappen aufgenommen.
Als der Erzbischof am 9. Juni 1164 mit diesem Geschenk des Deutschen Kaisers Friedrich I. Barbarossa von Mailand aus seine beschwerliche und gefährliche Reise antrat, musste er viel List anwenden, um die wertvolle Fracht vor Diebstahl zu schützen. Es gelang ihm, Köln unversehrt zu erreichen, und er wurde schon vor der Stadt begeistert empfangen. In einer Art Prozession geleitete man ihn und seine Fracht in die Stadt. Durch welches Tor dies erfolgte, ist nicht erwiesen. Einer Überlieferung des 19. Jahrhunderts nach sollen die Gebeine aber zuerst in die Kirche St. Maria im Kapitol, der neben dem Dom wichtigsten Kirche Kölns, gebracht worden sein. Diese Pforte zum Immunitätsbezirk wurde von daher „Dreikönigenpförtchen“ genannt. Ob Rainald von Dassel wirklich mit den Gebeinen durch das romanische Vorgängertor gezogen war, ist geschichtlich allerdings nicht gesichert. 
Die heute vorhandene gotische Pforte ließ der Kölner Bürger und Ratsherr Johannes Hardenrath im Jahre 1460 an der Stelle des romanischen Bauwerks neu errichten. Eine Skulpturengruppe der Anbetung der Heiligen Drei Könige von 1310 wurde auf der Seite des Lichhofs in Nischen über dem Durchgang aufgenommen. Die Skulpturen waren einmal farbig gefasst, der Nischenhintergrund dunkelblau mit goldenen Sternen dekoriert. 
Die Pforte wurde 1842 vom Kölner Stadtbaumeister Johann-Peter Weyer restauriert. Im Verlauf des Zweiten Weltkrieges wurde das Bauwerk zerstört und ab 1946 wieder aufgebaut. Die vier Figuren der Anbetungsgruppe wurden 1981 durch Kopien ersetzt, die Originale befinden sich seitdem im Museum Schnütgen.

## Erwähnungen
Das kleine gotische Tor ist auch in einem alten Kölner Karnevalslied verewigt: „Nor am Dreikünningepöötzge, do weiß die Oma noch Bescheid“ (Karl Berbuer, 1953).

## Bilder

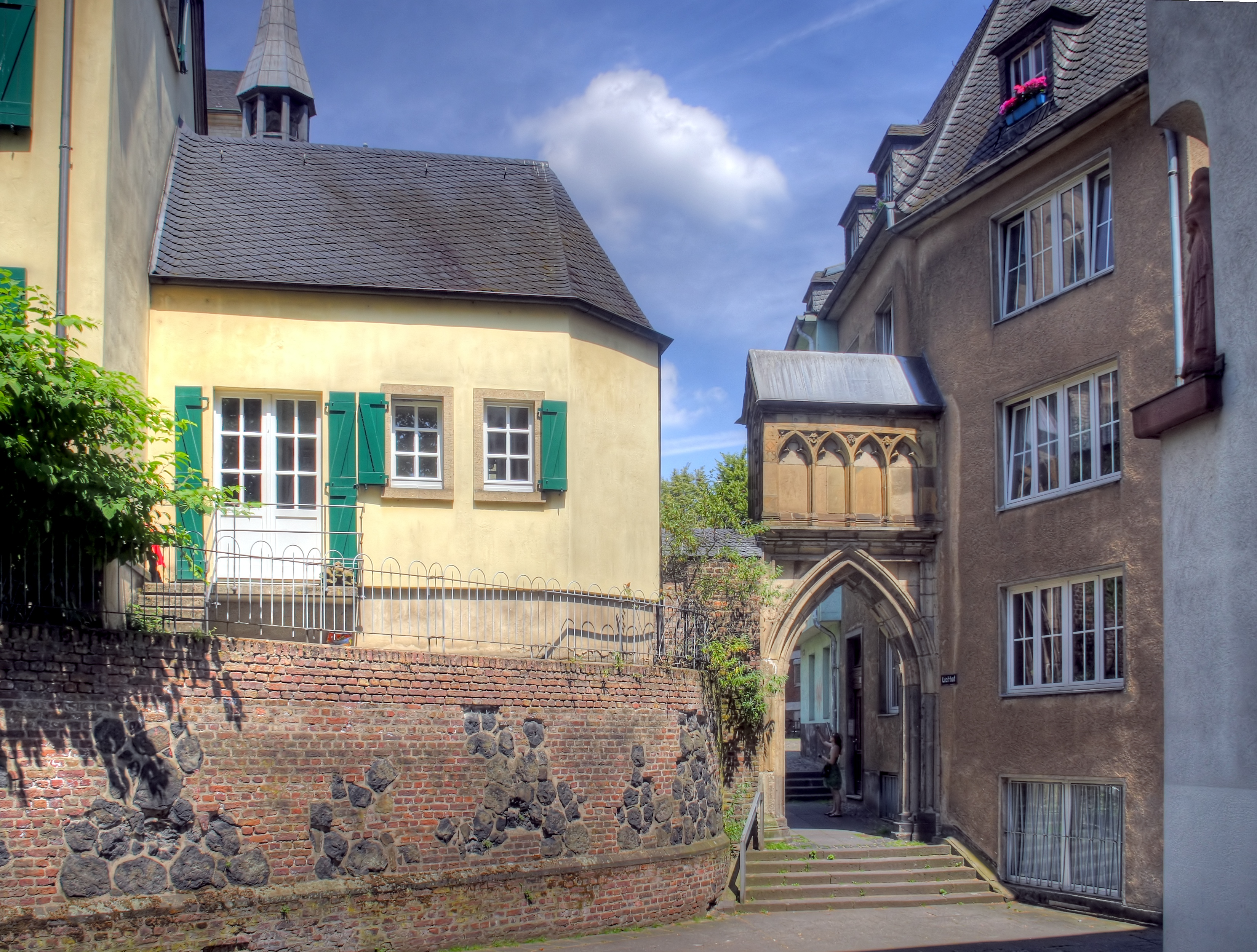
Dreikönigenpförtchen vom Marienplatz aus
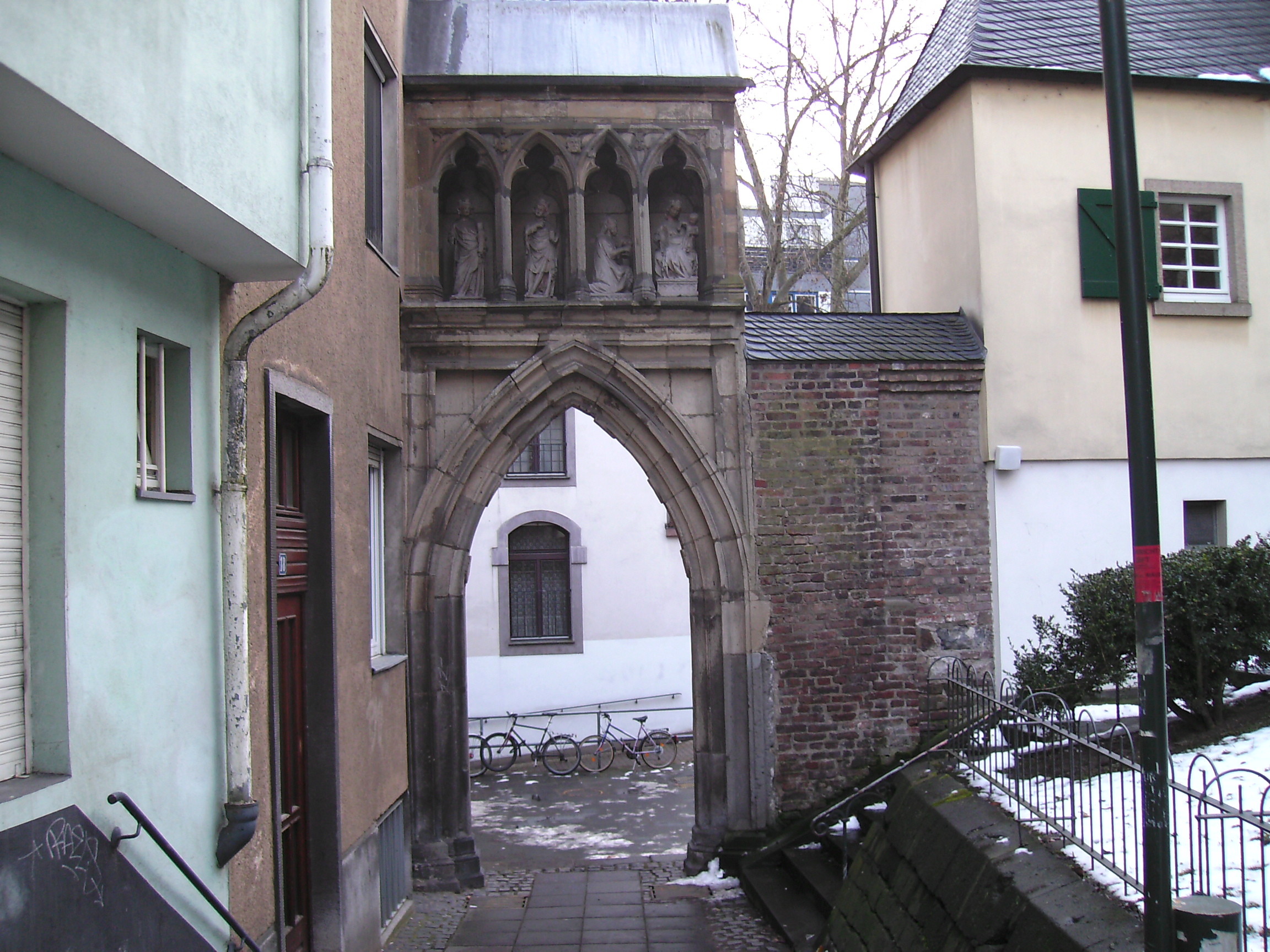
Kirchseitige Ansicht (Januar 2009)
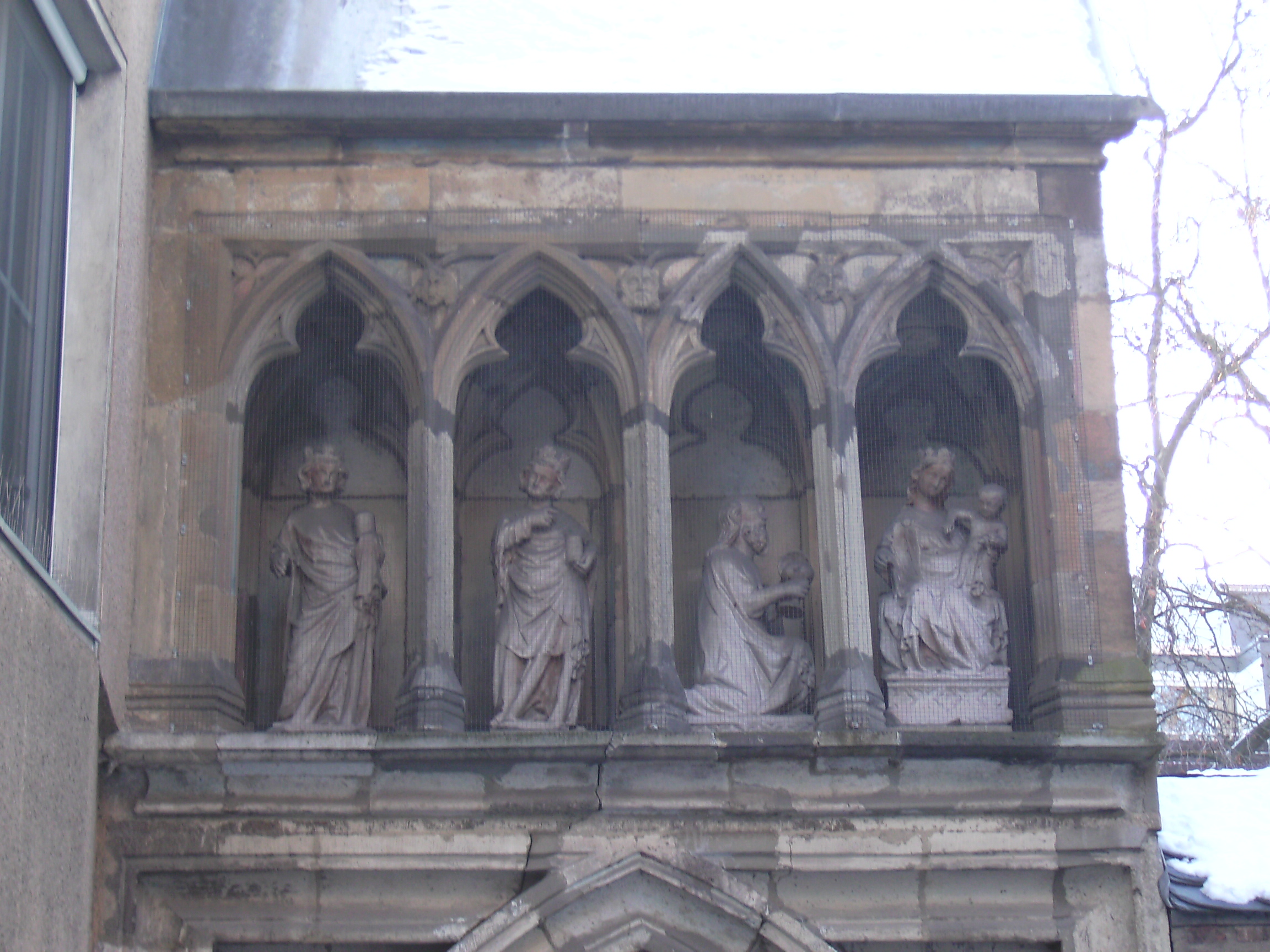
Die Anbetungsgruppe über der Pforte (Kopien)
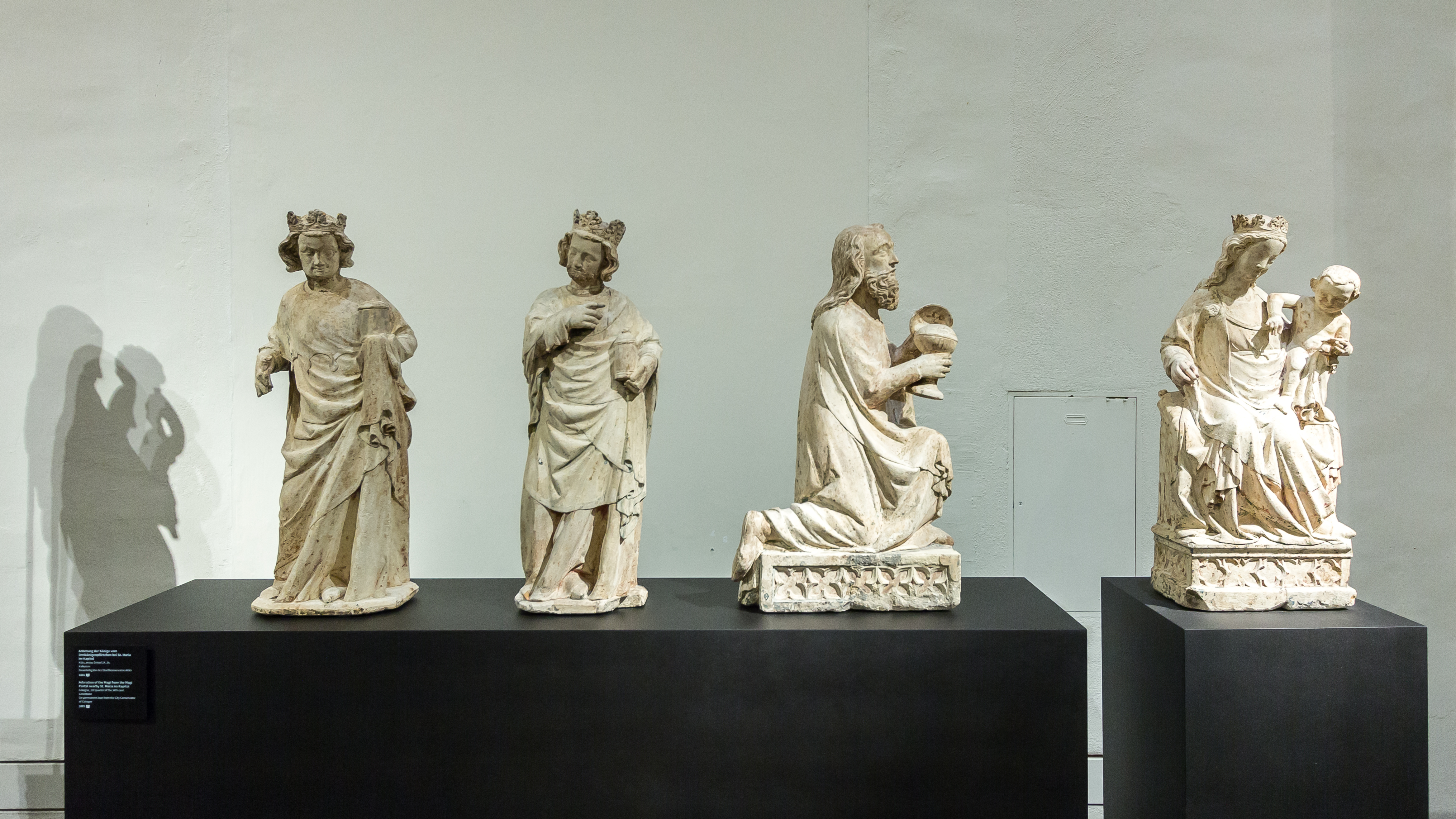
Originale der Figurengruppe, ausgestellt im Museum Schnütgen